# LGBT+ Danmarks LGBT-priser
LGBT+ Danmarks LGBT-priser (tidligere Landsforeningen for Bøsser og Lesbiskes homopriser) er siden 2003 hvert år blevet uddelt af foreningen LGBT+ Danmark til personer, der på en eller anden måde har gjort sig bemærket i relation til foreningens formål. Særligt omtalt er prisen Årets laks, der tildeles en person, der “svømmer mod strømmen”.
Prisen uddeles i forbindelse med årets Copenhagen Pride.

## Modtagere

### 2003
- Årets homo: Thomas Bickham for sin charmerende og sjove optræden i reality-tv-programmet Big Brother. Nominerede: Camilla Andersen, Klaus Bondam, Kim Foss Lund.
- Årets laks: Flemming Oppfeldt, folketingsmedlem for Venstre, for at have trodset partidisciplinen og som den eneste Venstre-politiker stemte for et lovforslag, der skulle give homoseksuelle adgang til adoption. Nominerede: Uffe Elbæk, Louise Frevert, Qaamaneq, Hanna Michal Ziadeh, Sharmila Maria Holmstrøm.
- Årets politiker: Marianne Jelved, politisk leder af Det Radikale Venstre, fordi hun som den eneste partileder har talt de homoseksuelles sag, og fordi Det Radikale Venstre var det første parti til at sætte homoseksuelles adgang til adoption og kunstig befrugtning på den politiske dagsorden. Nominerede: Kamal Qureshi, Pernille Rosenkrantz-Theil, Lissa Mathiasen, Manu Sareen.
- Årets virksomhed: IKEA for deres personalepolitik, der bl.a. giver adgang til barselsorlov for homoseksuelle forældre. Nominerede: IBM, TDC, Stork Klinik, Axel Film, Institut for Menneskerettigheder.
- Årets udspring: Emad Razavi, fordi han trods sin indvandrerbaggrund turde springe ud som bøsse på landsdækkende tv i Made in Denmark på DR2. Nominerede: Kevin Simonsen, Thure Lindhardt, Tine Harden.

### 2004
- Årets homo: Minna Groos, sanger og musiker, for med sin person at have gjort op med fordomme om lesbiske. Nominerede: Morten Ladefoged og Tonny Liljenberg, Tomas Thordarson, Bjørn Lomborg.
- Årets laks: Statsminister Anders Fogh Rasmussen for sine udtalelser om, at homoseksuelle skulle have mulighed for at blive gift i kirken (et synspunkt han dog ikke sidenhen har forsvaret i Folketinget). Nominerede: Kjeld Holm, Kamal Qureshi, Lars Næsbye Christensen.
- Årets politiker: Louise Gade, borgmester i Århus Kommune, for sit arbejde for bedre behandling af byens minoriteter. Nominerede: Sophie Hæstorp Andersen, Pernille Frahm, Lene Espersen, Pernille Rosenkrantz-Theil.
- Årets journalist: Ulrikke Moustgaard fra pressegruppen LUX for sine artikler om homoseksuelles vilkår rundt i verden. Nominerede: Sune Prahl Knudsen, Tea Krogh Sørensen.

### 2005
- Årets homo: Jordemoder Nina Stork for sit arbejde med at inseminere lesbiske. Nominerede: Dag Heede, Emine Aridagi samt Claes Petersen og Walther Griesé.
- Årets laks: Biskop Kjeld Holm for sit arbejde for at indføre en gudstjenestelig velsignelse af homoseksuelle par, og fordi han er den fremmeste fortaler blandt biskopperne for kirkelig vielse af homoseksuelle. Nominerede: Børns Vilkår, Det Etiske Råd og Dunst.
- Årets politiker: Kamal Qureshi, folketingsmedlem for SF, for sine talrige lovforslag og happenings, der sætter lys på forskelsbehandlingen af homo- og biseksuelle. Nominerede: Klaus Bondam, Pernille Rosenkrantz-Theil, Lars Løkke Rasmussen, Karen Klint og Helle Thorning-Schmidt.
- Årets medie: Internetsiden Spring-ud.dk Arkiveret 12. november 2020 hos  Wayback Machine for sin personlige og ærlige introduktion til det homoseksuelle univers. Nominerede: Kristeligt Dagblad, Panbladet, Boyfriend.dk, Copenhagen Gay & Lesbian Film Festival og aarhus.dk.

### 2006
- Årets laks: Jens Rohde, politisk ordfører for Venstre, fordi han som repræsentant for en lille gruppe Venstre-folk gik imod flertallet i folketingsgruppen og partiets ordfører på området og stemte ja til et lovforslag, der gav lesbiske og enliges ret til at få udført kunstig befrugtning hos lægen. Nominerede: David Stjerne Aasbjerg Pedersen og Jakob Hedegaard, 3F (Fagligt Fælles Forbund).
- Årets hetero: Tinne Laursen, HIV-rådgiver, for sin indsats på HIV-området. Nominerede: Hella Joof, Morten Kjærum, Christian Graugaard.
- Årets politiker: Simon Emil Ammitzbøll, folketingsmedlem for Det Radikale Venstre, for sit arbejde for homoseksuelles rettigheder. Nominerede: Manu Sareen, Ritt Bjerregaard, Martin Geertsen.
- Årets homo/bi: Stig Elling, salgsdirektør i Star Tour, for at have optrådt som rollemodel ved offentligt at springe ud. Nominerede: Thomas Hintze, Tommy Kristoffersen, Søren Laursen, Marianne "Grums" Tyllesen samt Niels Henrik Hartvigson og Mette Bugge.
- Der blev også overvejet at uddele prisen Årets torsk, men prisen blev ikke uddelt for at fastholde Copenhagen Pride som en festdag.

### 2007
- Årets laks: John Andersen fra fagforbundet NNF (Nærings- og Nydelsesmiddelforbundet), der har ført den meget omtalte "bagersag" fra Nordjylland, som i marts endte med en erstatning for chikane på grund af sin seksuelle orientering til NNF's medlem. Nominerede: Mandana Zarrehparvar, Mortan Rasmussen.
- Årets politiker: Lone Dybkjær, folketingsmedlem for Det Radikale Venstre, der for nylig fremsatte forslag i Folketinget om en kønsneutral ægteskabslovgivning, der sidestiller hetero-, bi- og homoseksuelle. Nominerede: Manu Sareen, Ritt Bjerregaard.
- Årets homo/bi: Mike Viderø på 19 år, som har fortalt åbent om, hvordan det er at være homoseksuel på Færøerne. Nominerede: Peter Andersen (DQ), Typisk Lesbisk.

### 2008
- Årets laks: Morten Kjærum direktør for EU-agenturet for grundlæggende rettigheder. for en modig indsats for homo-, bi- og transpersoners rettigheder og vilkår i sammenhænge, hvor holdningen ellers generelt er negativ. Nominerede: Britta Thomsen og Merethe Stagetorn.
- Årets politiker: Per Clausen medlem af Folketinget for Enhedslisten. For Beslutningsforslag B 65 omhandlende transkønnedes/ transseksuelles rettigheder. Nominerede: Lene Espersen og Jens Stoltenberg.
- Årets regnbueperson: Leonora Christina Skov, for hendes arbejde med hjemmesiden givplads.nu. Nominerede: Søren Laursen, Frank Hedegaard, Søren Baatrup og Tina Thranesen.
- Der blev også efterspurgt nominerede til Årets firma, men prisen blev ikke uddelt.

### 2009
- Årets laks: Det hollandske medlem af Europa-Parlamentet Sofie in t'Veld. Nominerede: politisk ordfører i Liberal Alliance Simon Emil Ammitzbøll samt Venstre-politikerne Gitte Lillelund Bech, Karsten Lauritzen, Malou Aamund, Ellen Trane Nørby, Sophie Løhde og Karen Ellemann.
- Årets regnbueperson: Ole Udsholt og Tommy Kristoffersen fra World Outgames 2009 i København. Nominerede: Dj'en Rosa Lux, Radio Rosas daglige leder Lars Stahlhut.
- Der blev også efterspurgt nominerede til Årets politiker og Årets virksomhed, men priserne blev ikke uddelt.

### 2010
- Årets laks: Amnesty International for arbejdet med at skabe opmærksomhed om de voldsomme krænkelser af LGBT-personers rettigheder i Uganda.
- I modsætning til de tidligere år blev der ikke inden uddelingen efterspurgt forslag til eller præsenteret nominerede til prisen.

### 2011
- Årets laks: 16-årige Sarah Skaalum Jørgensen, der samme år sprang ud som lesbisk i X Factor, som hun vandt, samt 16-årige Caspian Drumm, der er engageret i frivilligt arbejde for kønsminoriteter og sprang ud som transperson allerede som 15-årig.
- Første år hvor der blev uddelt hele to lakse-priser. Ligesom i 2010 blev der ikke inden uddelingen efterspurgt forslag til eller præsenteret nominerede til prisen.

### 2012
- Årets laks: Medlem af Københavns Borgerrepræsentation for Socialdemokraterne Lars Aslan Rasmussen, der som giftefoged på Københavns Rådhus sagde 'ægtefolk' også til to kvinder eller to mænd, når de fik registreret deres partnerskab. Dermed var han med til at sætte det kønsneutrale ægteskab til debat, som senere blev vedtaget i Folketinget med stort flertal.

### 2013
- Årets laks: ILGA-Europes co-forperson Martin K.I. Christensen for hans enorme arbejde på europæisk plan, som har stor indflydelse på mange LGBT-personers liv.

### 2014
- Årets laks: Statsminister Helle Thorning-Schmidt for regeringens indsats for LGBT-personer, bl.a. mulighed for at samkønnede par kan indgå ægteskab.

### 2015
- Årets laks: CPR-kontoret for deres gode håndtering af den nye lov om juridisk kønsskifte.

### 2016
- Årets laks: Folketingets Sundheds- og Ældreudvalg for deres enstemmige beslutning om at fjerne transkønnethed fra afsnittet med psykiske sygdomme.

### 2017
- Årets laks: Den norske tv-serie Skam for at have bragt et nuanceret billede af at være homo- og panseksuel frem på lærredet.

### 2018
- Årets laks: Forfatter Leonora Christina Skov for hendes litterære kamp for LGBT+miljøet; senest med bogen 'Den, der lever stille' om livet som homoseksuel i en familie med psykisk vold, og de konsekvenser, hun mødte, da hun sprang ud, og familien slog hånden af hende.

### 2019
- Årets laks: FSTB - Foreningen til Støtte for Transkønnede Børn for at sætte fokus på transkønnede børns udfordringer både politisk og socialt, samtidig med at de har etableret en rådgivning til de forældre, hvis børn er transkønnede.

### 2020
- Årets laks: LGBT Asylum for organisationens bemærkelsesværdige arbejde for at hjælpe LGBT+ flygtninge med at navigere i det danske asylsystem og med at opbygge et socialt netværk her i Danmark.

### 2021
- Årets laks: Kasper Hjulmand for sin støtte af LGBT+ personer under EM, da UEFA forbød at oplyse EM-stadionet i München i regnbuens farver. [1]
- Arbejdslegatet Søhesten: Bevægelsen Lev og Lad Leve for deres fokus på hadforbrydelser bl.a. gennem bogen 'Stop Hadet Nu'.

### 2022
- Årets laks: Søren Juliussen for at være medforslagsstiller til borgerforslaget om at sikre medfædre juridisk anerkendelse. [2]
- Arbejdslegatet Søhesten: Maia Kahlke Lorentzen og Cybernauterne for deres arbejde med at bekæmpe online had og chikane mod kvinder og LGBT+ personer.

### 2023
- Årets laks: Medarbejderne hos Chr. Hansen for deres kritik af ledelsens tilbagetog i støtten til Copenhagen Pride. [3]

- Arbejdslegatet Søhesten: Aktivist og regnbuebarn Karla Rosalina for hendes indsats for at give voksne regnbuebørn en stemme.

### 2024
- Årets laks: Folketingspolitikerne Sólbjørg Jakobsen (LA) og Christina Olumeko (Alt) samt aktivisten Helene Lykke for at få gjort partnerægsdonation lovligt.[4]
- Arbejdslegatet Søhesten: Forfatteren Elias Sadaq for bl.a. gennem digtsamlingen Djinn at sætte ord på at tilhøre dobbeltminoriteten queer og muslim.[4]

### 2025
- Årets laks: Forskerne Morten Frisch, Christian Graugaard, Josefine Bernhard Andresen og Mikael Andersson fra Aalborg Universitet og Statens Serum Institut for en omfattende undersøgelse - 'Projekt Sexus' - af holdningen til homoseksuelle i Danmark.[5]
- Arbejdslegatet Søhesten: Kafe Knud for dens aktiviteter for cafeens brugere, som er hiv-positive og deres pårørende.[6]